# William Egerton
William Egerton (né William Tatton en 1749 et mort en 1806) est un homme politique anglais et un membre de la famille Egerton.

## Biographie
Il est le fils de William Tatton et de Hester, sœur de Samuel Egerton, héritière de son frère. Il change son nom de famille pour celui de sa mère le 9 juillet 1780.
Il représente en tant que député les circonscriptions de Hindon, Newcastle-under-Lyme et Cheshire.
Il s'est marié quatre fois. Par son deuxième mariage avec Mary, fille de Richard Wilbraham-Bootle, il a trois fils et une fille. Le deuxième fils de ce mariage est Wilbraham Egerton.